# Dimeromyces balazucii
Dimeromyces balazucii är en svampart som beskrevs av W. Rossi & Cesari 1977. Dimeromyces balazucii ingår i släktet Dimeromyces och familjen Laboulbeniaceae.   Inga underarter finns listade i Catalogue of Life.